# Теорема Безу
Теорема Безу утверждает, что остаток от деления многочлена {\displaystyle P(x)} на двучлен {\displaystyle (x-a)} равен {\displaystyle P(a)}.
Предполагается, что коэффициенты многочлена содержатся в некотором коммутативном кольце с единицей (например, в поле вещественных или комплексных чисел).

## Доказательство
Поделим с остатком многочлен {\displaystyle P(x)} на двучлен {\displaystyle x-a}:
{\displaystyle P(x)=(x-a)Q(x)+R(x),}
где {\displaystyle R(x)} — остаток. Так как {\displaystyle \deg R(x)<\deg(x-a)=1}, то {\displaystyle R(x)} — многочлен степени не выше 0, то есть константа, обозначим её за {\displaystyle r}. Подставляя {\displaystyle x=a}, поскольку {\displaystyle (a-a)Q(a)=0}, имеем {\displaystyle P(a)=R(x)=r}.

## Следствия
- Число {\displaystyle a} является корнем многочлена {\displaystyle P(x)} тогда и только тогда, когда {\displaystyle P(x)} делится без остатка на двучлен {\displaystyle x-a} (отсюда, в частности, следует, что множество корней многочлена {\displaystyle P(x)} тождественно множеству корней соответствующего уравнения {\displaystyle P(x)=0}).
- Свободный член многочлена делится на любой целый корень многочлена с целыми коэффициентами (если старший коэффициент равен 1, то все рациональные корни являются и целыми).
- Пусть {\displaystyle a} — целый корень приведённого многочлена {\displaystyle A(x)} с целыми коэффициентами. Тогда для любого целого {\displaystyle k} число {\displaystyle A(k)} кратно {\displaystyle a-k}.

## Приложения
Теорема Безу и следствия из неё позволяют легко находить рациональные корни полиномиальных уравнений с рациональными коэффициентами.